# Renato Giuseppe Bertelli
Pour les articles homonymes, voir Bertelli.
Renato Giuseppe Bertelli est un sculpteur italien né à Lastra a Signa en 1900 et mort à Florence en 1974.

## Biographie
Les éléments biographiques sont cruellement manquants dans les ouvrages sur l'art italien des années 1930, et dans ceux consacrés au futurisme. Trop jeune pour avoir participé aux débuts du Futurisme, Bertilli est cependant inclus dans le Second Futurisme.
- Selon le catalogue de l'exposition de 1997, citée plus bas, Bertelli aurait été influencé par Thayaht (en), pseudonyme d'Ernesto Michahelles (1893-1959).

## Œuvres
- Il reste célèbre par son portrait de Mussolini réalisé en 1933. Il s'agit d'une vision de profil en continu[3].
- On connaît trois exemplaires de cette œuvre :
  - Londres, Imperial War Museum, Terre cuite avec engobe noire, 48, 48,9 cm.
  - Milan, collection Paolo Curti, modèle exposé à Paris au Centre Pompidou, en 1997 lors de l'exposition : Années 30 en Europe, le Temps menaçant 1929 1939.
  - Un autre exemplaire est passé en vente publique à New York, chez Sotheby's, le 31 octobre 1989, adjugé 27 500 $.
- À cause de la réalisation moderniste de ce portrait, l'effigie du Duce est un exemple souvent montré de l'art italien contemporain des années 1930.

### Analyse de l'œuvre "Profilo continuo"
L'œuvre « Profil Continu » a été réalisée en 1933, soit la onzième année de la nouvelle ère qui a débuté depuis la marche de Rome en 1922. (Une inscription sur la base de la statue mentionne « Bertelli R. A XI' ». Elle a été  reproduite en série dans divers matériaux et pour différents usages mais on ne sait pas combien de statues ont été réalisées.
La version de l'Imperial War Museum était originellement détenue dans les années 1930 par Count Galeazzo Ciano, le neveu de Mussolini. Le musée possède aussi deux petites versions.
En lien avec la réminiscence des traditions romaines souhaitée par Mussolini, Bertelli s'est inspiré des images du Dieu romain Janus. Mais, alors que Janus a deux faces l'une pour regarder le passé et l'autre pour envisager l'avenir, la sculpture met en scène un Mussolini capable de regarder dans toutes les directions. Le dynamisme plastique du Profil du Duce, visible de n'importe quel point de vue, évoque la métaphore d'un chef vigilant et insomniaque qui voit et surveille tout. Cette œuvre évoque la présence obsessive et peu humaine du Duce.
Bertelli s'est intéressé aux idées futuristes et aux théories de Marinetti dans les années 1920. Cette œuvre illustre la passion des futuristes pour les machines, la vitesse et le pouvoir. Elle est en phase avec l'auto-promotion que s'assurait Mussolini en se présentant comme un pionnier sur le plan technologique et culturel.
Cette sculpture a inspiré le photographe  Robert Mapplethorpe avec « Self Portrait » en 1985 et le sculpteur Tony Cragg avec « Bad guys » en 2005. L'œuvre de Tony Cragg montre un profil pivotant autour de son axe central à une vitesse telle que son volume se déforme (la tête ne tournant pas de manière effective). Le mouvement semble s'être imprimé dans la matière qu'il a traversée, à l'instar d'un fossile portant la trace physique d'une ancienne vie.